# Record du monde du 100 mètres
Pour un article plus général, voir Records du monde d'athlétisme.
Les records du monde du 100 mètres sont actuellement détenus par le Jamaïcain Usain Bolt avec le temps de 9 s 58, établi le 16 août 2009 en finale des championnats du monde, à Berlin en Allemagne, et par l'Américaine Florence Griffith-Joyner, créditée de 10 s 49 le 16 juillet 1988 lors des quarts de finale des sélections olympiques américaines d'Indianapolis, aux États-Unis.
Le premier record du monde du 100 m homologué par World Athletics est celui de l'Américain Don Lippincott le 6 juillet 1912 lors des Jeux olympiques de Stockholm, avec le temps de 10 s 6. En 1968, à l'occasion des Jeux de Mexico, son compatriote Jim Hines devient avec 9 s 95 le premier détenteur du record mondial du 100 m mesuré à l'aide du chronométrage électronique, étant à cette occasion le premier athlète à franchir la barrière des dix secondes sur 100 m. L'Américain Carl Lewis est le premier à descendre sous les 9 s 9 (en 1991), son compatriote Maurice Greene le premier sous les 9 s 8 (en 1999) et Usain Bolt le premier sous les 9 s 7 (en 2008) et 9 s 6 (en 2009).
Le temps de 13 s 6 établi le 5 août 1922 par la Tchécoslovaque Marie Mejzlíková constitue officiellement le premier record du monde du 100 m féminin. L'Américaine Wyomia Tyus réalise en 1968 à Mexico le premier record mondial mesuré électroniquement, en 11 s 08. L'Allemande Renate Stecher est la première athlète féminine à franchir la barrière des 11 secondes au chronométrage manuel (en 1973), sa compatriote Marlies Göhr étant la première à réussir cette performance avec le chronométrage électronique (en 1977).

## Record du monde masculin

### Premiers records

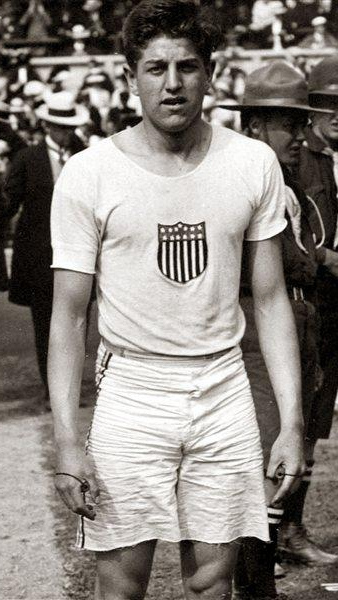
Don Lippincott, premier détenteur du record du monde du 100 m.

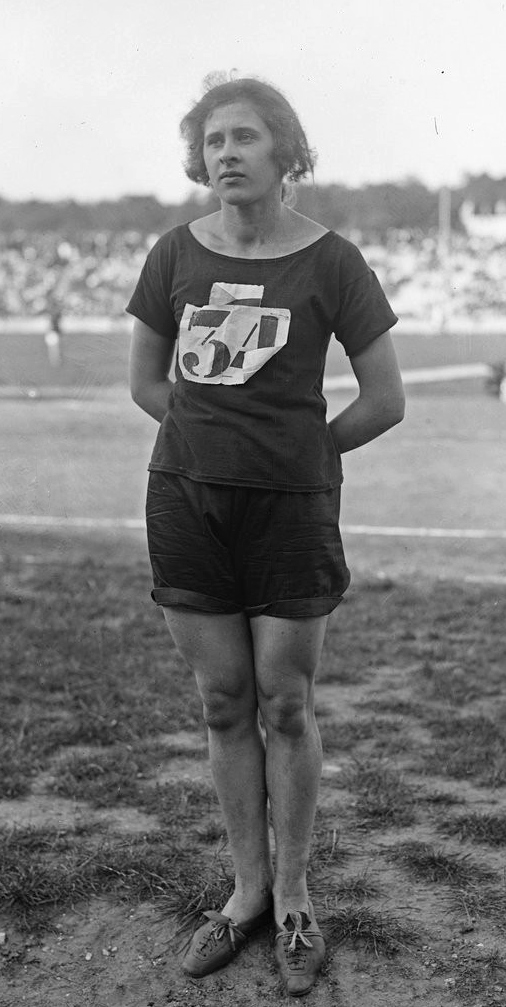
Marie Mejzlíková, première détentrice du record du monde.

Le premier record du monde masculin du 100 mètres homologué par l'Association internationale des fédérations d'athlétisme (IAAF) est celui de l'Américain Don Lippincott qui établit le temps de 10 s 6 le 6 juillet 1912, à Stockholm, en séries des Jeux olympiques.
Aux États-Unis, et depuis la fin du XIXe siècle, les épreuves de sprint court se disputent quasi exclusivement sur la distance de 100 yards (91,44 m), ou plus rarement sur 110 yards (100,58 m), mais contrairement à d'autres épreuves, l'IAAF ne reconnait pas ces distances comme record du monde. En outre, l'usage des starting-blocks, mis en place depuis la seconde moitié des années 1920 aux États-Unis et qui permet de faciliter le départ des coureurs, ne sera admis par l'IAAF qu'à partir de 1937.
Le record du monde du 100 m de Don Lippincott est égalé le 16 septembre 1920, toujours à Stockholm, par son compatriote Jackson Scholz, puis battu le 23 avril 1921 par l'autre américain Charley Paddock, champion olympique sur cette distance en 1920 à Anvers, qui établit le temps de 10 s 4 à Redlands en Californie.
En 1929, son compatriote Eddie Tolan égale à deux reprises le record du monde de Charley Paddock : une première fois le 8 août à Stockholm et une seconde fois le 25 août à Copenhague.
Le 9 août 1930, à Toronto, le Canadien Percy Williams est le premier athlète à être chronométré en 10 s 3 sur 100 m, performance égalée ensuite par cinq autres athlètes : Eddie Tolan le 1er août 1932 à l'occasion de sa victoire aux Jeux olympiques de Los Angeles, ses compatriotes Ralph Metcalfe (le 12 août 1933 à Budapest, puis les 15 et 23 septembre 1934 à Osaka et Dairen) et Eulace Peacock (le 6 août 1934 à Oslo), le Néerlandais Christiaan Berger (le 26 août 1934 à Amsterdam) et enfin le Japonais Takayoshi Yoshioka (le 15 juin 1935 à Tokyo à l'occasion du match d'athlétisme Japon-Philippines).

### De Jesse Owens à Bob Hayes
| |  |  |
| Jesse Owens (à gauche) porte le record du monde du 100 m à 10 s 2 en 1936. Bob Hayes (à droite) égale le temps de 10 s 0 en 1964. |  |  |

Le 20 juin 1936, au cours des championnats NCAA, à Chicago, l'Américain Jesse Owens devient le premier athlète à établir le temps de 10 s 2. Lors de sa victoire aux Jeux olympiques de 1936, disputés un mois plus tard à Berlin, Owens réalise 10 s 3.
Le record du monde de Jesse Owens est égalé le 6 juin 1941 à Compton par son compatriote Harold Davis au cours de la Compton Invitational, grâce notamment à un finish très rapide (4 s 5 lors du dernier 50 m).
Sept ans plus tard, le 15 mai à Fresno durant les West Cost relays, le Panaméen Lloyd LaBeach égale à son tour le record du monde de 10 s 2. Le 9 juillet de la même année, à Evanston au cours des sélections olympiques américaines, l'Américain Barney Ewell atteint lui aussi les 10 s 2, quelques semaines avant sa médaille d'argent remportée aux Jeux olympiques de Londres.
Les 10 s 2 sont établis également par le Britannique McDonald Bailey le 25 août 1951 à Belgrade à l'occasion de la rencontre d'athlétisme opposant la Yougoslavie à la Grande-Bretagne. Le 31 octobre 1954 à Yokohama au cours du match Allemagne-Japon, l'Allemand Heinz Fütterer devient à son tour co-recordman du 100 m.
Le record du monde du 100 mètres est égalé ou amélioré à plusieurs reprises au cours de la saison 1956.
Le 19 mai à Houston, l'Américain Bobby Joe Morrow, champion olympique à Melbourne atteint les 10 s 2. Moins d'un mois plus tard, le 1er juin à Compton lors de la Compton Invitational, son compatriote Ira Murchison établit ce même temps. Bobby Joe Morrow, champion olympique du 100 m cette même année à Melbourne, réédite cette performance une première fois le 22 juin au cours des Championnats des États-Unis à Bakersfield, puis une seconde fois une semaine plus tard le 29 juin lors des sélections olympiques américaines à Los Angeles. Lors de cette même compétition, Ira Murchison réalise une nouvelle fois 10 s 2.
Le 3 août 1956, à Berlin au cours des CISM Games, leur compatriote Willie Williams améliore le record mondial du 100 m établi pour la première fois vingt ans plus tôt par Jesse Owens, en atteignant les 10 s 1, record égalé dès le lendemain par Ira Murchison dans cette même compétition. Le 20 octobre 1956, l'autre américain Leamon King égale ces 10 s 1 à Ontario en Californie, puis réédite cette performance une semaine plus tard, le 27 octobre à Santa Ana, toujours en Californie.
Le 18 avril 1959, lors d'un meeting universitaire à San José en Californie, l'Américain Ray Norton égale à son tour les 10 s 1.
Le 21 juin 1960, lors du meeting de Zurich, l'Allemand Armin Hary, champion olympique à Rome, devient le premier athlète à atteindre le temps de 10 s 0 juste sur 100 m. Il établit cette performance une première fois mais le starter décide d'annuler le résultat, estimant que l'Allemand a anticipé le départ. Une deuxième course a lieu quarante minutes plus tard dans laquelle Armin Hary réédite son temps de 10 s 0, signant un nouveau record du monde. Ce record du monde est égalé le 15 juillet 1960 à Saskatoon par le Canadien Harry Jerome au cours des sélections olympiques.
Le temps de 10 secondes est égalé à deux reprises lors de la saison 1964 : une première fois par le Vénézuélien Horacio Esteves le 15 août 1964 à Caracas durant les championnats nationaux, et une seconde fois par l'Américain Bob Hayes le 15 octobre 1964 à Tokyo à l'occasion de sa victoire en finale des Jeux olympiques.

### Barrière des dix secondes
| |  |  |
| Jim Hines (à gauche) est le premier athlète à descendre sous les dix secondes sur 100 m. Steve Williams (à droite) égale à quatre reprises le record du monde. |  |  |

Le record du monde de 10 s 0 est égalé à deux reprises en 1967 : par l'Américain Jim Hines le 27 mai lors des Califormia Relays à Modesto, par le Cubain Enrique Figuerola le 17 juin à Budapest. Il est égalé en 1968 par le Sud-Africain Paul Nash le 2 avril à Krugersdorp lors des championnats nationaux, et par l'Américain Oliver Ford le 31 mai à Albuquerque au cours des championnats NAIA.
Le 20 juin 1968, lors des championnats des États-Unis d'athlétisme de 1968 qui ont lieu au Hugues Stadium de Sacramento en Californie, cinq records du monde du 100 m sont égalés ou battus dans la même soirée, et ce en l'espace de 2 h 30 seulement. La compétition est surnommée « The Night of Speed » (La nuit de la vitesse). Dès les séries, l'Américain Charles Greene et le Français Roger Bambuck égalent le record du monde de 10 s 0. Dans la première demi-finale, Jim Hines devient le premier athlète à descendre sous la barrière des dix secondes en établissant le temps de 9 s 9 (avec un vent favorable régulier de 1,4 m/s), mais conjointement avec Ronnie Ray Smith, deuxième de la course dans le même temps, et avec Charles Greene qui remporte la deuxième demi-finale également en 9 s 9.
Le 14 octobre 1968, Jim Hines égale le record du monde de 9 s 9 à l'occasion de sa victoire en finale des Jeux olympiques de 1968, à Mexico, et devient par ailleurs le premier détenteur du record du monde mesuré au chronométrage électronique, en 9 s 95. Cette performance est réalisée dans des conditions idéales : une piste en matière synthétique, un temps chaud et sec, une altitude supérieure à 2 000 mètres et un vent favorable de 0,3 m/s,.
Les 9 s 9 sont atteints à deux reprises lors de la saison 1972 : par les Américains Eddie Hart et Rey Robinson le 1er juillet à Eugene lors des sélections olympiques américaines, et par leur compatriote Steve Williams le 21 juin à Los Angeles durant les championnats de l'AAU.
Cette performance est réalisée à trois autres reprises lors de la saison 1975 : par le Cubain Silvio Leonard le 5 juin au Golden Spike d'Ostrava, et par Steve Williams, une première fois le 16 juillet à Sienne et une seconde fois le 22 août à l'ISTAF Berlin.
Ce temps de 9 s 9 est établi quatre autre fois lors de la saison 1976 : par Steve Williams le 27 mars à Gainesville lors des Florida Relays, par son compatriote Harvey Glance à deux reprises, le 3 avril à Columbia et le 1er juin à Bâton-Rouge, et enfin par le Jamaïcain Don Quarrie le 22 juin à Modesto lors des California Relays.

### Sous les 9 secondes 9
| |  |  |
| Carl Lewis (à gauche) est le premier athlète à descendre sous les 9 s 9 sur 100 m. Leroy Burrell (à droite) améliore à deux reprises le record du monde et le porte à 9 s 85 en 1994. |  |  |

À partir du 1er janvier 1977, l'IAAF ne valide que les records du monde mesurés au chronométrage électronique. La performance de 9 s 95 de Jim Hines, établie lors des Jeux olympiques de 1968, constitue le premier temps de référence.
Approché par le Cubain Silvio Leonard (9 s 98 le 11 août 1977 à Guadalajara), par l'Italien Pietro Mennea (10 s 01 le 4 septembre 1979 à Mexico) ou par l'Américain Carl Lewis (10 s 00 juste le 16 mai 1981 à Dallas puis le 15 mai 1982 à Modesto), le record du monde de Jim Hines est finalement amélioré de 2/100 de seconde le 3 juillet 1983 à l'United States Air Force Academy de Colorado Springs, en altitude, par l'Américain Calvin Smith qui établit le temps de 9 s 93 avec un vent favorable d'1,4 m/s.
Le record de Calvin Smith est accroché à plusieurs reprises lors des années suivantes : notamment par l'Américain Mel Lattany (9 s 96 le 5 mai 1984 à Athens), par Carl Lewis (9 s 98 le 11 mai 1985 à Modesto), et par le Canadien Ben Johnson (9 s 96 le 9 juillet 1986 à Moscou).
Le 30 août 1987, en finale des championnats du monde à Rome, Ben Johnson remporte le titre mondial en 9 s 83, devant Carl Lewis (9 s 93), et améliore de 10/100 de seconde le record du monde de Calvin Smith.
Ben Johnson et Carl Lewis se retrouvent l'année suivante, le 24 septembre 1988, en finale du 100 m des Jeux olympiques, à Séoul, où le Canadien remporte la course en 9 s 79, améliorant de 4/100 son propre record du monde, devant Carl Lewis, deuxième en 9 s 92. Mais, convaincu de dopage trois jours plus tard, Johnson est destitué de son titre olympique, entraînant la non-homologation de son record du monde. Suspendu par la Fédération internationale quelques mois plus tard, son titre mondial et son record du monde de 9 s 83 établi à Rome en 1987 sont annulés rétroactivement. Carl Lewis, qui avait terminé deuxième des mondiaux 1987 en 9 s 93, récupère le titre vacant et égale le record mondial de Calvin Smith. Il devient après les Jeux de Séoul le seul recordman du monde en  9 s 92.
L'Américain Leroy Burrell, auteur de 9 s 94 en 1989, et de 9 s 96 en 1990, améliore de 2/100 de seconde le record du monde de Carl Lewis, le 14 juin 1991 lors du meeting de New York en s'imposant dans le temps de 9 s 90 (+ 1,9 m/s).
Le 25 août 1991, en finale des championnats du monde, à Tokyo, et dans une course où six athlètes descendent sous les dix secondes, Carl Lewis s'approprie de nouveau le record mondial en remportant la course en 9 s 86 (+ 1,2 m/s), améliorant de 4/100 de seconde le record de Leroy Burrell, deuxième de la course en 9 s 88 . Lewis devient à cette occasion le premier athlète à être chronométré en-dessous des 9 s 9.
L'Américain Michael Marsh se rapproche du record du monde de Lewis en étant chronométré à 9 s 93 le 18 avril 1992 à Walnut, tout comme le Britannique Linford Christie qui avec le temps de 9 s 87 échoue à un centième de seconde seulement le 15 août 1993 en finale des championnats du monde de Stuttgart.
Le 6 juillet 1994, lors du meeting Athletissima de Lausanne, Leroy Burrell redevient recordman du monde en portant le record du monde à 9 s 85 (+ 1,2 m/s), soit une amélioration d'un centième de seconde du temps de Carl Lewis.
Ce record est amélioré d'un centième de seconde deux ans plus tard, le 27 juillet 1996 à Atlanta en finale des Jeux olympiques par le Canadien Donovan Bailey, champion du monde en 1995, qui s'impose dans le temps de 9 s 84 (+ 0,7 m/s).
Deux athlètes frôlent le record du monde de Donovan Bailey en établissant le temps de 9 s 86 : l'Américain Maurice Greene le 16 juin 1997 à Athènes en finale des championnats du monde, et le Trinidadien Ato Boldon le 19 avril 1998 à Walnut.

### Sous les 9 secondes 8
| |  |  |
| Maurice Greene (à gauche) est le premier athlète à descendre sous les 9 s 8. Asafa Powell (à droite) égale ou améliore à quatre reprises le record du monde |  |  |

Le 16 juin 1999, lors du Meeting d'Athènes, Maurice Greene, champion du monde en 1997, 1999 et 2001, et champion olympique en 2000, devient le nouveau détenteur du record mondial en établissant le temps de 9 s 79 (+ 0,1 m/s). Il améliore de 5/100 de seconde le temps de Donovan Bailey et devient le premier athlète à descendre officiellement sous les 9 s 8.
Maurice Greene se rapproche de son propre record du monde le 5 août 2001 à Edmonton en parcourant la distance en 9 s 82. Le 14 septembre 2002, durant la Finale du Grand Prix à Paris, l'Américain Tim Montgomery améliore d'un centième de seconde le record du monde de Maurice Greene en le portant à 9 s 78, aidé par un vent favorable de 2 m/s.
Le record du monde de Tim Montgomery est battu d'un centième de seconde trois ans plus tard le 14 juin 2005 à Athènes par le Jamaïcain Asafa Powell qui franchit la ligne d'arrivée en 9 s 77 (+ 1,6 m/s).
Le 13 décembre 2005, le Tribunal arbitral du sport confirme la suspension et l'annulation du record du monde établi en 2002 par Tim Montgomery, convaincu de dopage dans le cadre de l'Affaire Balco.
Le 12 mai 2006, lors du meeting de Doha, l'Américain Justin Gatlin égale le record du monde d'Asafa Powell de 9 s 77 (+ 1,7 m/s). Un mois plus tard, le 11 juin 2006 au cours du British Grand Prix de Gateshead, Powell réédite ce temps de 9 s 77, aidé par un vent favorable d'1,5 m/s. Le 18 août 2006 lors du meeting Golden League du Weltklasse, à Zurich, le Jamaïcain établit pour la troisième fois cette performance de 9 s 77 (+ 1,0 m/s).
Le 23 août 2006, l'USADA, l'agence américaine antidopage, suspend Justin Gatlin pour dopage pour une durée de huit ans, toutes ses performances depuis la date du contrôle, et parmi elles son record du monde établi en mai 2006, sont annulées. Asafa Powell devient par conséquent le seul détenteur du record du monde.
Le 2 juin 2007 lors du Reebok Grand Prix à New York, l'Américain Tyson Gay améliore d'1/100 de seconde en 9 s 76 le record du monde d'Asafa Powell, mais cette performance n'est pas validée en raison d'un vent arrière trop favorable de 2,2 m/s. Le 9 septembre 2007, lors du meeting de Rieti, Asafa Powell retranche trois centièmes de seconde à son propre record du monde en établissant le temps de 9 s 74 (+ 1,7 m/s).

### Usain Bolt depuis 2008

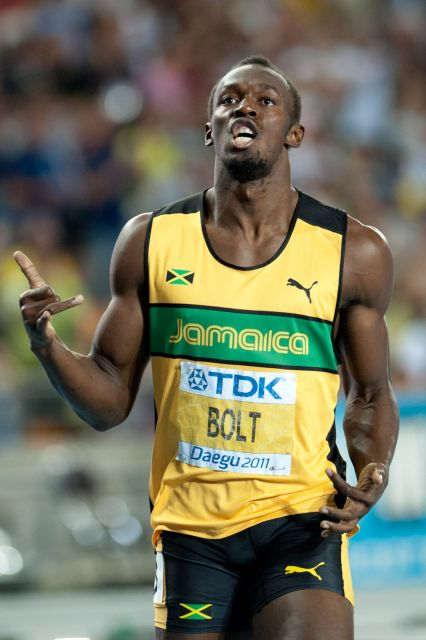
Usain Bolt est l'actuel détenteur du record du monde du 100 m avec son temps de, établi en 2009. Ses deux premiers records du monde sont établis en 2008 (puis).

Le 31 mai 2008, lors du Meeting de New-York, pour le cinquième 100 m disputé dans sa carrière, le Jamaïcain Usain Bolt améliore de deux centièmes de secondes le record du monde de son compatriote Asafa Powell en le portant à 9 s 72 (+ 1,7 m/s), devenant le neuvième recordman du monde de la discipline depuis l'apparition du chronométrage électronique en 1968. Un mois plus tard, le 29 juin 2008 lors des sélections olympiques américaines à Eugene, Tyson Gay établit le temps de 9 s 68 mais sa performance n'est pas homologuée en raison d'un fort vent arrière de 4,1 m/s.
Le 16 août 2008, lors de la finale du 100 m des Jeux olympiques de Pékin, Usain Bolt améliore de 3/100 de seconde son propre record du monde en établissant le temps de 9 s 69 avec un vent nul, et devenant le premier athlète à descendre sous les 9 s 7 sur 100 m,.
Le 2 septembre 2008 au meeting Athletissima de Lausanne, Asafa Powell échoue à 3/100 de seconde seulement du record du monde d'Usain Bolt en parcourant la distance en 9 s 72, signant le deuxième temps de l'histoire.
Le 16 août 2009, un an jour pour jour après sa performance de Pékin, Usain Bolt améliore de 11/100 de seconde le record du monde en le portant à 9 s 58 en finale des championnats du monde 2009, à Berlin. Déjà premier homme sous les 9 s 7, il devient aussi le premier à passer sous les 9 s 6. Il établit à cette occasion l'amélioration la plus nette du record du monde dans cette discipline depuis le passage au chronométrage électronique, et devient le premier sprinteur à améliorer trois fois de suite le record du monde du 100 m. Deuxième de la course en 9 s 71, l'Américain Tyson Gay réalise cependant la troisième performance de tous les temps sur 100 m. Usain Bolt parcourt la distance à la vitesse moyenne de 37,58 km/h et atteint une vitesse maximale de 44,72 km/h entre 60 et 80 m, courant les 100 m en 41 foulées. Le détail par intervalle de course du record du monde d'Usain Bolt est le suivant :
| Temps de passage      | 20 m   | 40 m    | 60 m    | 80 m    | 100 m    |
| --------------------- | ------ | ------- | ------- | ------- | -------- |
| Temps de passage      | 2 s 89 | 4 s 64  | 6 s 31  | 7 s 92  | 9 s 58   |
| Intervalles de course | 0–20 m | 20–40 m | 40–60 m | 60–80 m | 80–100 m |
| Intervalles de course | 2 s 89 | 1 s 75  | 1 s 67  | 1 s 61  | 1 s 66   |

Plusieurs athlètes se sont rapprochés depuis 2009 du record du monde d'Usain Bolt en descendant sous les 9 s 70 : Tyson Gay le 20 septembre 2009 à Shanghai en 9 s 69, Usain Bolt lui-même le 5 août 2012 en finale des Jeux olympiques de Londres en 9 s 63, et son compatriote Yohan Blake quelques jours plus tard le 23 août 2012 au meeting Athletissima de Lausanne avec le temps de 9 s 69.

### Progression du record du monde
67 records du monde masculins du 100 m ont été homologués par World Athletics.

#### Chronométrage manuel
| Temps  | Vent (m/s) | Chr. élec. | Athlète            | Date              | Circonstance                                     | Lieu        |
| ------ | ---------- | ---------- | ------------------ | ----------------- | ------------------------------------------------ | ----------- |
| 10 s 6 |            |            | Don Lippincott     | 6 juillet 1912    | Jeux olympiques                                  | Stockholm   |
| 10 s 6 |            |            | Jackson Scholz     | 16 septembre 1920 |                                                  | Stockholm   |
| 10 s 4 |            |            | Charley Paddock    | 23 avril 1921     |                                                  | Redlands    |
| 10 s 4 | 0,0        |            | Eddie Tolan        | 8 août 1929       |                                                  | Stockholm   |
| 10 s 4 |            |            | Eddie Tolan        | 25 août 1929      |                                                  | Copenhague  |
| 10 s 3 |            |            | Percy Williams     | 9 août 1930       |                                                  | Toronto     |
| 10 s 3 | 0,4        | 10 s 38    | Eddie Tolan        | 1er août 1932     | Jeux olympiques                                  | Los Angeles |
| 10 s 3 |            |            | Ralph Metcalfe     | 12 août 1933      |                                                  | Budapest    |
| 10 s 3 |            |            | Eulace Peacock     | 6 août 1934       |                                                  | Oslo        |
| 10 s 3 |            |            | Christiaan Berger  | 26 août 1934      |                                                  | Amsterdam   |
| 10 s 3 |            |            | Ralph Metcalfe     | 15 septembre 1934 | Match Japon/États-Unis                           | Osaka       |
| 10 s 3 | 2,0        |            | Ralph Metcalfe     | 23 septembre 1934 |                                                  | Dairen      |
| 10 s 3 |            |            | Takayoshi Yoshioka | 15 juin 1935      | Match Japon-Philippines                          | Tokyo       |
| 10 s 2 | 1,2        |            | Jesse Owens        | 20 juin 1936      | Championnat NCAA                                 | Chicago     |
| 10 s 2 | -0,9       |            | Harold Davis       | 6 juin 1941       | Compton Invitational                             | Compton     |
| 10 s 2 | 0,7        |            | Lloyd LaBeach      | 15 mai 1948       | West Coast Relays                                | Fresno      |
| 10 s 2 |            | 10 s 35    | Barney Ewell       | 9 juillet 1948    | Sélections olympiques                            | Evanston    |
| 10 s 2 | 0,0        |            | McDonald Bailey    | 25 août 1951      | Rencontre Yougoslavie/Grande-Bretagne            | Belgrade    |
| 10 s 2 | 1,1        |            | Heinz Fütterer     | 31 octobre 1954   | Rencontre Japon-Allemagne                        | Yokohama    |
| 10 s 2 | 0,9        |            | Bobby Joe Morrow   | 19 mai 1956       | Championnats AAU du Sud                          | Houston     |
| 10 s 2 | -1,0       |            | Ira Murchison      | 1er juin 1956     | Compton Invitational                             | Compton     |
| 10 s 2 | 0,0        |            | Bobby Joe Morrow   | 22 juin 1956      | Championnats des États-Unis                      | Bakersfield |
| 10 s 2 | -1,3       |            | Ira Murchison      | 29 juin 1956      | Sélections olympiques                            | Los Angeles |
| 10 s 2 | -0,4       |            | Bobby Joe Morrow   | 29 juin 1956      | Sélections olympiques                            | Los Angeles |
| 10 s 1 | 0,7        |            | Willie Williams    | 3 août 1956       | Jeux du CISM                                     | Berlin      |
| 10 s 1 | 1,0        |            | Ira Murchison      | 4 août 1956       | Jeux du CISM                                     | Berlin      |
| 10 s 1 | 1,5        |            | Leamon King        | 20 octobre 1956   | Test olympique                                   | Ontario     |
| 10 s 1 | 0,9        |            | Leamon King        | 27 octobre 1956   | Test olympique                                   | Santa Ana   |
| 10 s 1 | 1,3        |            | Ray Norton         | 18 avril 1959     | Rencontre universitaire                          | San José    |
| 10 s 0 | 0,9        | 10 s 25    | Armin Hary         | 21 juin 1960      | Weltklasse                                       | Zurich      |
| 10 s 0 | 1,8        |            | Harry Jerome       | 15 juillet 1960   | Sélections olympiques canadiennes                | Saskatoon   |
| 10 s 0 | 0,0        |            | Horacio Esteves    | 15 août 1964      | Championnats du Venezuela                        | Caracas     |
| 10 s 0 | 1,3        | 10 s 06    | Bob Hayes          | 15 octobre 1964   | Jeux olympiques                                  | Tokyo       |
| 10 s 0 | 2,0        | 10 s 17    | Jim Hines          | 27 mai 1967       | California Relays                                | Modesto     |
| 10 s 0 | 1,8        |            | Enrique Figuerola  | 17 juin 1967      |                                                  | Budapest    |
| 10 s 0 | 0,0        |            | Paul Nash          | 2 avril 1968      |                                                  | Krugersdorp |
| 10 s 0 | 1,1        |            | Oliver Ford        | 31 mai 1968       | Championnats NAIA                                | Albuquerque |
| 10 s 0 | 2,0        | 10 s 20    | Charles Greene     | 20 juin 1968      | Championnats des États-Unis (« Night of Speed ») | Sacramento  |
| 10 s 0 | 2,0        | 10 s 28    | Roger Bambuck      | 20 juin 1968      | Championnats des États-Unis (« Night of Speed ») | Sacramento  |
| 9 s 9  | 0,8        | 10 s 03    | Jim Hines          | 20 juin 1968      | Championnats des États-Unis (« Night of Speed ») | Sacramento  |
| 9 s 9  | 0,8        | 10 s 14    | Ronnie Ray Smith   | 20 juin 1968      | Championnats des États-Unis (« Night of Speed ») | Sacramento  |
| 9 s 9  | 0,9        | 10 s 10    | Charles Greene     | 20 juin 1968      | Championnats des États-Unis (« Night of Speed ») | Sacramento  |
| 9 s 9  | 0,3        | 9 s 95     | Jim Hines          | 14 octobre 1968   | Jeux olympiques                                  | Mexico      |
| 9 s 9  | 0,0        |            | Eddie Hart         | 1er juillet 1972  | Sélections olympiques                            | Eugene      |
| 9 s 9  | 0,0        |            | Rey Robinson       | 1er juillet 1972  | Sélections olympiques                            | Eugene      |
| 9 s 9  | 1,3        |            | Steve Williams     | 21 juin 1974      |                                                  | Los Angeles |
| 9 s 9  | 1,7        |            | Silvio Leonard     | 5 juin 1975       | Golden Spike                                     | Ostrava     |
| 9 s 9  | 0,0        |            | Steve Williams     | 16 juillet 1975   |                                                  | Sienne      |
| 9 s 9  | -0,2       |            | Steve Williams     | 22 août 1975      | ISTAF Berlin                                     | Berlin      |
| 9 s 9  | 0,7        |            | Steve Williams     | 27 mars 1976      | Florida Relays                                   | Gainesville |
| 9 s 9  | 0,7        |            | Harvey Glance      | 3 avril 1976      | State Record Relays                              | Columbia    |
| 9 s 9  |            |            | Harvey Glance      | 1er mai 1976      |                                                  | Baton Rouge |
| 9 s 9  | 1,7        |            | Don Quarrie        | 22 mai 1976       | California Relays                                | Modesto     |

#### Chronométrage électronique
Pour cause de dopage avéré, trois records du monde du 100 m sont annulés rétroactivement par World Athletics : celui du Canadien Ben Johnson (9 s 83 en 1987) et ceux des Américains Tim Montgomery (9 s 78 en 2002) et Justin Gatlin (9 s 77 en 2006). Le temps de 9 s 79 établi par Ben Johnson en finale des Jeux olympiques d'été de 1988, à Séoul, n'a jamais été homologué.
|  | Record du monde homologué |  | Record du monde homologué mais annulé rétroactivement |  | Actuel record du monde |

| Temps  | Vent (m/s) | 1/1000  | Réaction | Athlète        | Lieu             | Stade                           | Compétition             | Date              |
| ------ | ---------- | ------- | -------- | -------------- | ---------------- | ------------------------------- | ----------------------- | ----------------- |
| 9 s 95 | 0,3        |         |          | Jim Hines      | Mexico           | Stade olympique universitaire   | Jeux olympiques         | 14 octobre 1968   |
| 9 s 93 | 1,4        |         |          | Calvin Smith   | Colorado Springs | Air Force Academy Stadium       | Olympic sports festival | 3 juillet 1983    |
| 9 s 83 | 1,0        |         |          | Ben Johnson    | Rome             | Stade olympique                 | Championnats du monde   | 30 août 1987      |
| 9 s 93 | 1,0        |         | 0 s 196  | Carl Lewis     | Rome             | Stade olympique                 | Championnats du monde   | 30 août 1987      |
| 9 s 92 | 1,1        |         | 0 s 136  | Carl Lewis     | Séoul            | Stade olympique                 | Jeux olympiques         | 24 septembre 1988 |
| 9 s 90 | 1,9        |         | 0 s 117  | Leroy Burrell  | New York         | Icahn Stadium                   | Adidas Grand Prix       | 14 juin 1991      |
| 9 s 86 | 1,2        | 9 s 851 | 0 s 140  | Carl Lewis     | Tokyo            | Stade olympique national        | Championnats du monde   | 25 août 1991      |
| 9 s 85 | 1,2        | 9 s 848 | 0 s 140  | Leroy Burrell  | Lausanne         | Stade olympique de la Pontaise  | Athletissima            | 6 juillet 1994    |
| 9 s 84 | 0,7        | 9 s 835 | 0 s 174  | Donovan Bailey | Atlanta          | Centennial Olympic Stadium      | Jeux olympiques         | 27 juillet 1996   |
| 9 s 79 | 0,1        |         |          | Maurice Greene | Athènes          | Stade olympique                 | Meeting d'Athènes       | 16 juin 1999      |
| 9 s 78 | 2,0        |         |          | Tim Montgomery | Paris            | Stade Charléty                  | Finale du Grand Prix    | 14 septembre 2002 |
| 9 s 77 | 1,6        | 9 s 762 | 0 s 150  | Asafa Powell   | Athènes          | Stade olympique                 | Meeting d'Athènes       | 14 juin 2005      |
| 9 s 77 | 1,7        | 9 s 766 |          | Justin Gatlin  | Doha             | Qatar SC Stadium                | Meeting de Doha         | 12 mai 2006       |
| 9 s 77 | 1,5        | 9 s 763 | 0 s 145  | Asafa Powell   | Gateshead        | Gateshead International Stadium | British Grand Prix      | 11 juin 2006      |
| 9 s 77 | 1,0        | 9 s 762 | 0 s 148  | Asafa Powell   | Zurich           | Stade du Letzigrund             | Weltklasse              | 18 août 2006      |
| 9 s 74 | 1,7        | 9 s 735 | 0 s 137  | Asafa Powell   | Rieti            | Stade Raul-Guidobaldi           | Meeting de Rieti        | 9 septembre 2007  |
| 9 s 72 | 1,7        |         | 0 s 157  | Usain Bolt     | New York         | Icahn Stadium                   | Adidas Grand Prix       | 31 mai 2008       |
| 9 s 69 | 0,0        | 9 s 683 | 0 s 165  | Usain Bolt     | Pékin            | Stade national                  | Jeux olympiques         | 16 août 2008      |
| 9 s 58 | 0,9        | 9 s 572 | 0 s 146  | Usain Bolt     | Berlin           | Stade olympique                 | Championnats du monde   | 16 août 2009      |

#### Premiers franchissements par 1/10 de seconde
| Barrière | Athlète         | Date       | Temps  | Vitesse moyenne |
| -------- | --------------- | ---------- | ------ | --------------- |
| 10 s 7   | Don Lippincott  | 06/07/1912 | 10 s 6 | 33,96 km/h      |
| 10 s 5   | Charley Paddock | 23/04/1921 | 10 s 4 | 34,62 km/h      |
| 10 s 4   | Percy Williams  | 09/08/1930 | 10 s 3 | 34,95 km/h      |
| 10 s 3   | Jesse Owens     | 20/06/1936 | 10 s 2 | 35,29 km/h      |
| 10 s 2   | Willie Williams | 03/08/1956 | 10 s 1 | 35,64 km/h      |
| 10 s 1   | Armin Hary      | 21/06/1960 | 10 s 0 | 36,00 km/h      |
| 10 s 0   | Jim Hines       | 20/06/1968 | 9 s 95 | 36,18 km/h      |
| 9 s 9    | Carl Lewis      | 25/08/1991 | 9 s 86 | 36,51 km/h      |
| 9 s 8    | Maurice Greene  | 16/06/1999 | 9 s 79 | 36,77 km/h      |
| 9 s 7    | Usain Bolt      | 16/08/2008 | 9 s 69 | 37,15 km/h      |
| 9 s 6    | Usain Bolt      | 16/08/2009 | 9 s 58 | 37,58 km/h      |

## Record du monde féminin

### Premiers records
Le premier record du monde féminin du 100 mètres homologué par l'IAAF est celui de la Tchèque Marie Mejzlíková qui établit le temps de 13 s 6 le 5 août 1922 à Prague.
Ce record est porté à 12 s 8 le 20 août 1922 à Paris par la Britannique Mary Lines, à 12 s 4 le 22 août 1926 à Brunswick par l'Allemande Gundel Wittmann, à 12 s 2 le 20 mai 1928 à Osaka par la Japonaise Kinue Hitomi, et enfin à 12 s 0 le 2 juillet 1928 à Halifax par la Canadienne Myrtle Cook.
Le 31 août 1930, la Néerlandaise Tollien Schuurman égale les 12 s 0 de Myrtle Cook, avant de devenir la première athlète sous les douze secondes en établissant le temps de 11 s 9 le 5 juin 1932 à Haarlem.
Le 1er août 1932, la Polonaise Stanisława Walasiewicz remporte le titre du 100 m des Jeux olympiques de Los Angeles en égalant le record du monde de 11 s 9 de Tollien Schuurman. Walasiewicz améliore à trois reprises le record du monde en le portant à 11 s 8 le 17 août 1933 à Poznań, à 11 s 7 le 26 août 1934 à Varsovie, et à 11 s 6 le 1er août 1937 à Berlin, performance qu'avait déjà établie l'Américaine Helen Stephens le 20 juin 1935 à Kansas City.

### De Fanny Blankers-Koen à Wyomia Tyus
| |  |  |
| Fanny Blankers-Koen (à gauche) bat le record du monde du 100 m en 1948. Wyomia Tyus (à droite) égale ou améliore à trois reprises le record du monde. |  |  |

Le record du monde de Stanisława Walasiewicz et Helen Stephens n'est amélioré que onze ans plus tard, le 13 juin 1948 à Amsterdam, par la Néerlandaise Fanny Blankers-Koen, championne olympique de la discipline en 1948 à Londres, qui établit le temps de 11 s 5.
Quatre ans plus tard, le 22 juillet 1952 en finale des Jeux olympiques à Helsinki, l'Australienne Marjorie Jackson égale les 11 s 5 de Blankers-Koen, avant de réussir quelques semaines plus tard, le 4 octobre 1952 à Gifu, le premier 11 s 4 de l'histoire.
Le 4 août 1955, à Varsovie, sa compatriote Shirley Strickland améliore d'un centième de seconde le record mondial de Marjorie Jackson en parcourant la distance en 11 s 3, performance égalée à deux reprises : une première fois par la Russe Vera Krepkina le 13 septembre 1958 à Kiev, et une deuxième fois par l'Américaine Wilma Rudolph le 13 septembre 1960 à Rome en demi-finale des Jeux olympiques (11 s 41 au chronométrage électronique). Rudolph remporte peu-après la finale dans le temps de 11 s 0 mais ce temps n'est pas homologué en raison d'un vent supérieur à la limite autorisée de 2,8 m/s.
Le 19 juillet 1961, à Stuttgart dans conditions régulières, Wilma Rudolph porte le record du monde à 11 s 2.
Le 15 octobre 1964, lors des quarts de finale des Jeux olympiques, à Tokyo, l'Américaine Wyomia Tyus, championne olympique en 1964 et 1968, égale le record du monde de 11 s 2 de sa compatriote Wilma Rudolph. Ce record sera amélioré le 9 juillet 1965 à Prague par la Polonaise Irena Szewińska qui devient à cette occasion la première athlète à parcourir la distance en 11 s 1.
Cette performance est égalée à quatre reprises : par Wyomia Tyus le 31 juillet 1965 à Kiev, par sa compatriote Barbara Ferrell le 2 juillet 1967 à Santa Barbara, par la Soviétique Lyudmila Samotyosova le 15 août 1968 à Gyumri, et enfin de nouveau par Irena Szewińska le 14 octobre 1968 lors des quarts de finale des Jeux olympiques de Mexico. Un jour plus tard, le 15 octobre 1968, toujours à Mexico, Wyomia Tyus remporte la finale et devient la première athlète en 11 s 0, temps converti en 11 s 08 constituant le premier record du monde féminin au chronométrage électronique au centième de seconde.

### Sous les onze secondes
| |  |  |
| Renate Stecher (à gauche) est la première athlète à descendre sous les 11 secondes au chronométrage manuel. Marlies Göhr (à droite) est la première sous les 11 secondes avec le chronométrage électronique. |  |  |

Le 18 juillet 1970, à Vienne, la Taïwanaise Chi Cheng, invaincue pendant dix-huit mois sur les épreuves de sprint court, égale le record du monde de 11 s 0 de Wyomia Tyus. Elle est rejoint par l'Est-allemande Renate Stecher qui réédite cette performance à trois reprises : une première fois le 2 août 1970 à Berlin, une deuxième fois le 31 juillet 1971, toujours à Berlin, et une troisième fois le 3 juin 1972 à Potsdam (- 1,5 m/s), puis par l'autre Est-allemande Ellen Stropahl qui établit le temps de 11 s 0 le 15 juin 1972, toujours à Potsdam, et enfin par la Tchèque Eva Glesková le 1er juillet 1972 à Budapest. Le 2 septembre 1972, Renate Stecher remporte le titre du 100 m des Jeux olympiques de Munich et améliore d'un centième de seconde le record du monde au chronométrage électronique de Wyomia Tyus en le portant à 11 s 07. Renate Stecher améliore à deux reprises le record du monde au chronométrage manuel : 10 s 9 le 7 juin 1973 à Ostrava et 10 s 8 (11 s 07 au chronométrage électronique) le 20 juillet 1973 à Dresde.
Longtemps accroché, le record du monde de 11 s 07 de Renate Stecher est amélioré à deux reprises lors de la saison 1976 : une première fois le 13 juin à Fürth par l'Allemande de l'Ouest Inge Helten qui réalise le temps de 11 s 04, et une deuxième fois le 25 juillet au cours des demi-finales des Jeux olympiques à Montréal, par sa compatriote Annegret Richter qui quelques minutes avant son titre olympique, établit le temps de 11 s 01. À partir du 1er janvier 1977, l'IAAF ne valide que les records du monde mesurés au chronométrage électronique.
Le 1er juillet 1977, au cours des championnats nationaux de Dresde, l'Est-allemande Marlies Göhr devient la première athlète féminine à couvrir un 100 m en moins de onze secondes. Aidée par un vent favorable de 2,0 m/s à la limite autorisée, l'athlète de dix-neuf ans établit temps de 10 s 88, améliorant de 19/100 le record du monde d'Annegret Richter. Championne du monde du 100 m en 1983, et triple championne d'Europe de 1978 à 1986, elle réédite cette performance de 10 s 88 le 9 juillet 1982 lors de la rencontre d'athlétisme RDA-États-Unis à Karl-Marx-Stadt. Le 8 juin 1983, à Berlin, elle améliore de 7/100 de seconde son propre record du monde en le portant à 10 s 81 (vent favorable de 1,7 m/s).
Le 3 juillet 1983, l'Américaine Evelyn Ashford devient la nouvelle détentrice du record mondial en établissant le temps de 10 s 79 (+ 0,6 m/s) à Colorado Springs, en altitude, record qu'elle porte à 10 s 76 (+ 1,7 m/s) le 22 août 1984 lors du meeting Weltklasse de Zurich, peu après son titre olympique décroché à Los Angeles.

### Florence Griffith-Joyner depuis 1988

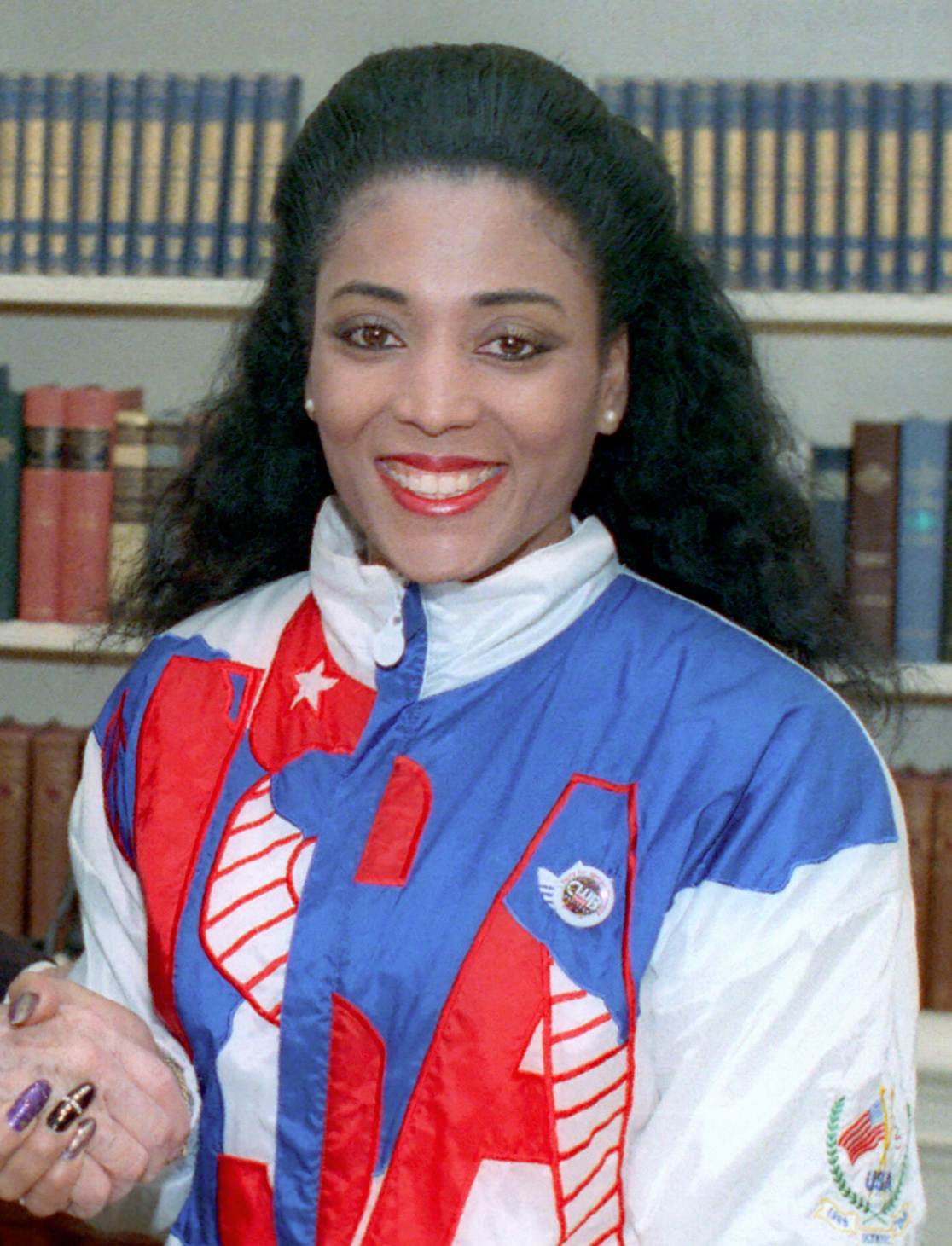
Florence Griffith-Joyner, détentrice depuis 1988 du record du monde féminin du 100 m dans le temps de.

Le 16 juillet 1988, lors des quarts de finale des sélections olympiques américaines, au sein de l'IU Michael A. Carroll Track & Soccer Stadium d'Indianapolis, l'Américaine Florence Griffith-Joyner remporte sa course en 10 s 49 (vent nul) et établit un nouveau record du monde du 100 m en améliorant de 27 centièmes de seconde le temps d'Evelyn Ashford. Le vent nul indiqué par l'anémomètre suscite alors des polémiques. En effet, des témoins de la course décrivent des rafales tourbillonnantes soufflant sur le stade alors que dans le même temps, les triple-sauteurs qui s'élancent dans le même sens que les sprinteurs, voient leurs sauts avantagés par un vent arrière de l'ordre de 5 m/s. L'IAAF homologue cependant ce record du monde après avoir néanmoins diligenté une enquête au début des années 1990. Sa performance sur 100 m, mais également son record du monde du 200 m, toujours inaccessibles de nos jours, ses transformations physiques, ainsi que sa mort prématurée, ont alimenté nombre de polémiques concernant le dopage même si celle-ci ne fut jamais contrôlée positive (à l'instar des anciens athlètes du bloc soviétique).
Griffith-Joyner a longtemps détenu les trois meilleures performances mondiales de tous les temps en réalisant par ailleurs 10 s 61 (+ 1,2 m/s) le lendemain de son record du monde, puis 10 s 62 (+ 1,0 m/s) le 24 septembre 1988 en finale des Jeux olympiques à Séoul. Depuis, plusieurs athlètes se sont rapprochées de ce record du monde en effectuant un temps inférieur ou égal à 10 s 70 : la Jamaïcaine Shelly-Ann Fraser-Pryce (10 s 63 en 2021), ou encore les Américaines Marion Jones (10 s 65 en 1998 et 10 s 70 en 1999) et Carmelita Jeter (10 s 64 et 10 s 67 en 2009).
En 2021, en finale des Jeux olympiques de 2020 à Tokyo, la Jamaïcaine Elaine Thompson-Herah établit la deuxième meilleure performance de tous les temps sur 100 m en 10 s 61, puis le 21 août, à l'épreuve de Diamond League disputée à Eugene, elle améliore cette marque en 10 s 54, s'approchant à cinq centièmes du record de Flo-Jo. Le 7 juillet 2023, sa compatriote Shericka Jackson établit le temps de 10 s 65 à Kingston.

### Progression du record du monde
43 records du monde féminins du 100 m ont été homologués par World Athletics.

#### Chronométrage manuel
| Temps  | Vent (m/s) | Auto    | Athlète                | Date              | Circonstance    | Lieu          |
| ------ | ---------- | ------- | ---------------------- | ----------------- | --------------- | ------------- |
| 13 s 6 |            |         | Marie Mejzlíková       | 5 août 1922       |                 | Prague        |
| 12 s 8 |            |         | Mary Lines             | 20 août 1922      |                 | Paris         |
| 12 s 4 |            |         | Gundel Wittmann        | 22 août 1926      |                 | Brunswick     |
| 12 s 2 |            |         | Kinue Hitomi           | 20 mai 1928       |                 | Osaka         |
| 12 s 0 |            |         | Myrtle Cook            | 2 juillet 1928    |                 | Halifax       |
| 12 s 0 |            |         | Tollien Schuurman      | 31 août 1930      |                 | Amsterdam     |
| 11 s 9 |            |         | Tollien Schuurman      | 5 juin 1932       |                 | Haarlem       |
| 11 s 9 |            |         | Stanisława Walasiewicz | 1er août 1932     |                 | Los Angeles   |
| 11 s 8 |            |         | Stanisława Walasiewicz | 17 août 1933      |                 | Poznań        |
| 11 s 7 |            |         | Stanisława Walasiewicz | 26 août 1934      |                 | Varsovie      |
| 11 s 6 |            |         | Helen Stephens         | 20 juin 1935      |                 | Kansas City   |
| 11 s 6 |            |         | Stanisława Walasiewicz | 1er août 1937     |                 | Berlin        |
| 11 s 5 |            |         | Fanny Blankers-Koen    | 13 juin 1948      |                 | Amsterdam     |
| 11 s 5 | 1,7        | 11 s 65 | Marjorie Jackson       | 22 juillet 1952   | Jeux olympiques | Helsinki      |
| 11 s 4 | 1,7        |         | Marjorie Jackson       | 4 octobre 1952    |                 | Gifu          |
| 11 s 3 | 1,4        |         | Shirley Strickland     | 4 août 1955       |                 | Varsovie      |
| 11 s 3 | 1,4        |         | Vera Krepkina          | 13 septembre 1958 |                 | Kiev          |
| 11 s 3 | 0,8        | 11 s 41 | Wilma Rudolph          | 13 septembre 1960 | Jeux olympiques | Rome          |
| 11 s 2 |            |         | Wilma Rudolph          | 19 juillet 1961   |                 | Stuttgart     |
| 11 s 2 | 0,2        | 11 s 23 | Wyomia Tyus            | 15 octobre 1964   | Jeux olympiques | Tokyo         |
| 11 s 1 | 2,0        |         | Irena Szewińska        | 9 juillet 1965    |                 | Prague        |
| 11 s 1 |            |         | Wyomia Tyus            | 31 juillet 1965   |                 | Kiev          |
| 11 s 1 | 0,3        |         | Barbara Ferrell        | 2 juillet 1967    |                 | Santa Barbara |
| 11 s 1 | 0,0        |         | Lyudmila Samotyosova   | 15 août 1968      |                 | Leninakan     |
| 11 s 1 | 1,8        | 11 s 20 | Irena Szewińska        | 14 octobre 1968   | Jeux olympiques | Mexico        |
| 11 s 0 | 1,2        | 11 s 08 | Wyomia Tyus            | 15 octobre 1968   | Jeux olympiques | Mexico        |
| 11 s 0 | 1,9        | 11 s 22 | Chi Cheng              | 18 juillet 1970   |                 | Vienne        |
| 11 s 0 | 1,9        |         | Renate Stecher         | 2 août 1970       |                 | Berlin        |
| 11 s 0 | 1,7        |         | Renate Stecher         | 31 juillet 1971   |                 | Berlin        |
| 11 s 0 | - 1,5      |         | Renate Stecher         | 3 juin 1972       |                 | Potsdam       |
| 11 s 0 | 1,9        |         | Ellen Stropahl         | 15 juin 1972      |                 | Potsdam       |
| 11 s 0 | 1,4        |         | Eva Glesková           | 1er juillet 1972  |                 | Budapest      |
| 10 s 9 | 1,9        |         | Renate Stecher         | 7 juin 1973       |                 | Ostrava       |
| 10 s 8 | 1,8        | 11 s 07 | Renate Stecher         | 20 juillet 1973   |                 | Dresde        |

#### Chronométrage électronique
| Temps   | Vent (m/s) | Athlète                  | Lieu             | Stade                                        | Compétition                       | Date             |
| ------- | ---------- | ------------------------ | ---------------- | -------------------------------------------- | --------------------------------- | ---------------- |
| 11 s 08 | 1,2        | Wyomia Tyus              | Mexico           | Stade olympique universitaire                | Jeux olympiques                   | 15 octobre 1968  |
| 11 s 07 | 0,2        | Renate Stecher           | Munich           | Stade olympique                              | Jeux olympiques                   | 2 septembre 1972 |
| 11 s 04 | 0,6        | Inge Helten              | Fürth            | Wald Stadium                                 | Sélections olympiques             | 13 juin 1976     |
| 11 s 01 | 0,6        | Annegret Richter         | Montréal         | Stade olympique                              | Jeux olympiques                   | 25 juillet 1976  |
| 10 s 88 | 2,0        | Marlies Oelsner-Göhr     | Dresde           | Heinz-Steyer-Stadion                         | Championnats nationaux            | 1er juillet 1977 |
| 10 s 88 | 1,9        | Marlies Göhr             | Karl-Marx-Stadt  | Sportforum Chemnitz                          | Match international               | 9 juillet 1982   |
| 10 s 81 | 1,7        | Marlies Göhr             | Berlin           | Friedrich-Ludwig-Jahn-Sportpark              | Journée olympique                 | 8 juin 1983      |
| 10 s 79 | 0,6        | Evelyn Ashford           | Colorado Springs | Air Force Academy Stadium                    | Olympic sports festival           | 3 juillet 1983   |
| 10 s 76 | 1,7        | Evelyn Ashford           | Zurich           | Stade du Letzigrund                          | Weltklasse                        | 22 août 1984     |
| 10 s 49 | 0,0        | Florence Griffith-Joyner | Indianapolis     | IU Michael A. Carroll Track & Soccer Stadium | Sélections olympiques américaines | 16 juillet 1988  |

## Meilleure performance en salle
Le 100 m est très rarement couru en salle, car les lieux couverts ne sont généralement pas suffisamment grands pour proposer une ligne droite aussi longue. La distance du 60 m est donc plus courante pour les courses en salle. D'autre part, l'IAAF ne reconnaît pas de record du monde en salle sur 100 mètres, on parle donc de « meilleure performance mondiale ». Elle est actuellement détenue par le Namibien Frankie Fredericks en 10 s 05 (1996).
Le 23 août 2014, Usain Bolt réalise 9 s 98 dans le stade national de Varsovie, recouvert d'un toit lors de la course, conduisant alors certains médias à qualifier le temps de « nouvelle meilleure performance mondiale de tous les temps sur 100 m en salle »,,. Mais ce toit n'empêchait pas la présence d'un léger vent défavorable (-0,6), ce qui a donc conduit l'IAAF à considérer cette course comme une course en plein air.
| Temps   | Athlète            | Date            | Lieu    |
| ------- | ------------------ | --------------- | ------- |
| 10 s 05 | Frankie Fredericks | 12 février 1996 | Tampere |

## Performance et biomécanique
Selon une étude néerlandaise publiée par l'université de Tilbourg en juillet 2012, la possibilité pour Usain Bolt de courir le 100 m en 9 s 40 était alors « réalisable ». Toujours selon cette étude, le record du monde possible de manière ultime en ce moment est de 9 s 36. Le chercheur Sander Smeets a obtenu ce résultat en analysant à l'aide de modèles mathématiques et statistiques les temps de référence sur 100 m des 1 034 meilleurs athlètes mondiaux depuis 1991. Il a actualisé une étude qu'il avait déjà conduite en 2008, et qui concluait que le « record mondial ultime » se situait à 9 s 51.

## Autres catégories d'âge

### Records du monde juniors
Les records du monde juniors (U20) du 100 m sont actuellement détenus par le Botswanais Letsile Tebogo, auteur de 9 s 91 le 2 août 2022 à Cali, et par l'Allemande Marlies Göhr, créditée de 10 s 88 le 1er juillet 1977 à Dresde.
Le 28 juillet 2023 à São Paulo, le Surinamien Issam Asinga établit la meilleure performance junior de tous les temps sur 100 m en 9 s 89, mais il est suspendu pour dopage quelques jours plus tard.
| Temps   | Vent      | Athlète          | Date            | Lieu      |
| ------- | --------- | ---------------- | --------------- | --------- |
| 10 s 09 | + 1,8 m/s | Mel Lattany      | 30 juillet 1978 | El Paso   |
| 10 s 08 | + 1,9 m/s | Obadele Thompson | 16 avril 1994   | El Paso   |
| 10 s 06 | + 2,0 m/s | Dwain Chambers   | 25 juillet 1997 | Ljubljana |
| 10 s 01 | + 0,0 m/s | Darrel Brown     | 24 août 2003    | Paris     |
| 9 s 97  | + 1,8 m/s | Trayvon Bromell  | 13 juin 2014    | Eugene    |
| 9 s 94  | + 1,1 m/s | Letsile Tebogo   | 15 juillet 2022 | Eugene    |
| 9 s 91  | + 0,8 m/s | Letsile Tebogo   | 2 août 2022     | Cali      |

| Temps   | Vent      | Athlète               | Date             | Lieu   |
| ------- | --------- | --------------------- | ---------------- | ------ |
| 11 s 13 | + 2,0 m/s | Chandra Cheeseborough | 21 juin 1976     | Eugene |
| 10 s 88 | + 2,0 m/s | Marlies Oelsner       | 1er juillet 1977 | Dresde |

### Meilleures performances mondiales cadets
Les meilleures performances mondiales cadets (U18) sont la propriété du Japonais Sorato Shimizu (10 s 00 le 26 juillet 2025 à Hiroshima) et de l'Américaine Candace Hill (10 s 98 le 20 juin 2015 à Shoreline).
| Temps   | Vent      | Athlète        | Date            | Lieu      |
| ------- | --------- | -------------- | --------------- | --------- |
| 10 s 00 | + 1,7 m/s | Sorato Shimizu | 26 juillet 2025 | Hiroshima |

| Temps   | Vent      | Athlète      | Date         | Lieu      |
| ------- | --------- | ------------ | ------------ | --------- |
| 10 s 98 | + 2,0 m/s | Candace Hill | 20 juin 2015 | Shoreline |